# فوتبال (فیلم)
«فوتبال» (انگلیسی: Football (film)) یک فیلم است که در سال ۱۹۸۲ منتشر شد.